# Aleksandrs Koliņko
Aleksandrs Koliņko (* 18. června 1975, Riga, Lotyšská SSR, SSSR) je lotyšský fotbalový brankář a reprezentant, momentálně hráč lotyšského klubu FK Spartaks Jūrmala. 

Mimo Lotyšsko působil v Rusku, Rumunsku a Anglii. Dlouholetá brankářská jednička lotyšského národního týmu. Zúčastnil se EURA 2004 v Portugalsku.

## Reprezentační kariéra
V A-mužstvu reprezentace Lotyšska debutoval 10. 7. 1997 ve Vilniusu na turnaji na Baltic Cup proti Estonsku (výhra 2:1).
Zúčastnil se EURA 2004 v Portugalsku, kam se Lotyšsko poprvé v historii probojovalo. Svými výkony držel spoluhráče ve hře o postup až do posledních zápasů těžké základní skupiny D. V prvním zápase proti České republice dlouho držel šance týmu na bodový zisk, gól na konečných 1:2 inkasoval až v 85. minutě z kopačky Marka Heinze. Ve druhém utkání proti Německu vychytal čisté konto a Lotyši brali bod za remízu 0:0. Ve třetím zápase proti Nizozemsku stál opět v bráně, ale porážce 0:3 nezabránil. Lotyši byli z turnaje vyřazeni.

## Úspěchy

### Individuální
- 2× lotyšský Fotbalista roku: 2006, 2014[5][6]
- 3× nejlepší brankář Virslīgy: 1997, 1999, 2000